# 지방 선거
지방 선거(地方選擧)는 지방 자치단체의 장이나 의원을 뽑는 선거를 말하며, 국가별로 다양하게 시행되고 있다.

## 같이 보기
- 대한민국의 지방 선거